# برافدينسك
برافدينسك (بالروسية: Правдинск) هي إحدى مدن روسيا في الكيان الفدرالي الروسي كالينينغراد أوبلاست.